# Uncinia aucklandica
Uncinia aucklandica är en halvgräsart som beskrevs av Bruce Gordon Hamlin. Uncinia aucklandica ingår i släktet Uncinia och familjen halvgräs. Inga underarter finns listade i Catalogue of Life.